# Dorymyrmex brunneus
Dorymyrmex brunneus es una especie de hormiga del género Dorymyrmex, subfamilia Dolichoderinae. Fue descrita científicamente por Forel en 1908.
Se distribuye por Bolivia, Brasil, Colombia, Guayana Francesa, Guatemala, Guayana, Panamá, Paraguay y Surinam. Se ha encontrado a elevaciones de hasta 2500 metros. Vive en microhábitats como la hojarasca y en nidos.